# King’s Land
King’s Land (Originaltitel: Bastarden, dt.: „Der Bastard“) ist ein historisches Filmdrama von Nikolaj Arcel, das im September 2023 bei den Internationalen Filmfestspielen in Venedig seine Premiere feierte und am 6. Juni 2024 in die deutschen Kinos kam. Der Film mit Mads Mikkelsen in der Rolle von Ludvig Kahlen, einem gedienten Soldaten, der im 18. Jahrhundert die Heide von Jütland urbar machen und in die Welt der Adligen aufsteigen will, basiert auf dem Roman Kaptajnen og Ann Barbara von Ida Jessen. King’s Land wurde von Dänemark als Beitrag zur Oscarverleihung 2024 als bester Internationaler Film eingereicht, wurde aber nicht nominiert, während Hauptdarsteller Mikkelsen den Europäischen Filmpreis 2023 gewann.

## Handlung
Die Geschichte spielt in der Mitte des 18. Jahrhunderts, als der dänische König Friedrich V. im Sinne des Kameralismus Projekte zur Urbarmachung der jütländischen Heide fördern lässt. Das Unterfangen gilt allerdings als schwierig bis aussichtslos, da in der sandigen Heide nichts wächst.
Der ehemalige Soldat Ludvig Kahlen, unehelicher Sohn einer Küchenmagd und eines Gutsbesitzers, ist im Schlesischen Kriege in preußischen Diensten zum Hauptmann aufgestiegen. Er plant, in der Heide Kartoffeln anzubauen und auf diese Weise trotz seiner niederen Herkunft einen Adelstitel zu erlangen und wohlhabend zu werden. Im Jahr 1755 spricht er bei der königlichen Rentkammer vor und bittet darum, auf königlichem Land in der Heide eine Kolonie gründen zu dürfen. Zuerst wird er verspottet, doch als er anbietet, das Projekt mit seiner Offiziersrente selbst zu finanzieren und im Erfolgsfalle nur einen Adelstitel verlangt, erhält er den königlichen Auftrag.
Nachdem er in der Wildnis Bodenproben genommen und einen brauchbaren Ort für sein Projekt ausfindig gemacht hat, stellt er auf Empfehlung des jungen Pastors Anton Eklund den entlaufenen Pachtbauern Johannes und dessen Frau Ann Barbara ein. Zusammen mit weiteren Arbeitskräften aus dem Dorf errichten sie in der Heide zügig das Kongenshus („Haus des Königs“): einen Heidehof mit Stallungen. Kahlen will Johannes aber nicht sagen, was er dort anbauen will, und hält seine Säcke mit Saatkartoffeln wie einen Schatz bei sich versteckt. Bald interessiert sich der Gutsherr Frederik de Schinkel für den neuen Nachbarn. Der junge Adlige, dessen Vater selbst erst in den Adelsstand aufgestiegen ist, ist als Landrichter für den Bezirk zuständig und wittert in Kahlen einen ungelegenen Konkurrenten. Es stellt sich heraus, dass der entflohene Johannes sein Pächter war und von Major Preisler, dem Pachtaufseher De Schinkels, gesucht wird. Kahlen passt das nicht ins Konzept, weil er sich mit seinen adligen Nachbarn grundsätzlich gut stellen möchte.
Bei einem Besuch auf Schinkels Schloss begegnet Kahlen der selbstbewussten norwegischen Adligen Edel Helene, die De Schinkel versprochen ist, diesen aber nicht heiraten will und Kahlen zu verstehen gibt, sich eher eine Zukunft mit ihm vorzustellen. De Schinkel trinkt, behandelt seine Bediensteten brutal und vergewaltigt systematisch seine Mägde, zu denen vor ihrer Heirat auch Ann Barbara gehörte. Er fordert Kahlen auf, in seine Dienste zu treten und Schinkels Oberbesitz des Landes anzuerkennen. Doch Kahlen lehnt ab, das Land gehöre dem König. Zurück auf dem Hof muss er erkennen, dass Schinkel die meisten seiner Arbeiter abgeworben hat. Als Ersatz greift Kahlen auf im Wald versteckt lebende Gesetzlose und Fahrende zurück, was aber illegal ist und ihn angreifbar macht. Die Leute helfen ihm bei der Brandrodung und den Vorbereitungen für den Winter.
Zum Erntedankfest ist Kahlen von Edel auf Schinkels Gut eingeladen und sie verspricht ihm, ihn zu heiraten, wenn er Erfolg hat. Zusammen mit dem Pastor muss er tatenlos zusehen, wie der von Preisler eingefangene Johannes von Schinkels Knechten gefoltert und getötet wird. Sie bringen den Toten in die Heide und begraben ihn vor dem Haus. Die Fahrenden bekommen daraufhin Angst und verlassen den Hof. Nur das Waisenmädchen Anmai Mus, eine schwedische Sintezza, kehrt zurück und findet in Kahlen und Ann Barbara eine Ersatzfamilie. Kahlen offenbart Ann Barbara seine Pläne, in der kargen Erde Kartoffeln anzubauen, wie er es in Deutschland kennengelernt hat. Der folgende Winter ist hart. Kahlen schlachtet die einzige Ziege, um die kranke Anmai Mus aufpäppeln zu können. Ann Barbara beginnt ein Verhältnis mit Kahlen, obwohl ihr seine Absichten mit Edel bekannt sind. Im Frühjahr kann die kleine Familie die ersten Kartoffelfelder bestellen.
Nach der Ernte schickt Kahlen einen Sack Kartoffeln zur Rentkammer. Trotz der Bedenken einiger Beamten reagiert der König erfreut. Er ernennt Kahlen zum Landvermesser und lässt Siedler in Deutschland anwerben, die bald darauf in der Heide ankommen („Kartoffeldeutsche“). Die Neusiedler verlangen allerdings, Anmai Mus müsse den Hof verlassen, weil „Leute wie sie“ Unglück brächten. Tatsächlich töten Unbekannte in der Nacht Kahlens Pferd, vertreiben das Vieh der Kolonisten und ermorden zwei deutsche Siedler. Edel verrät ihm, dass von Schinkel angeheuerte Zuchthäusler den Überfall verübt haben, und wo sie sich verstecken. Um die Unterstützung der Deutschen nicht zu verlieren, bringt Kahlen seine Ziehtochter in ein Waisenhaus, woraufhin auch Ann Barbara ihn verlässt. Kahlen und einige Deutsche überfallen das Lager der Kriminellen, und dabei tötet er auch den Gutswächter Romer, einen ehemaligen dänischen Offizier. Nur Major Preisler entkommt und liefert die Zeugenaussage, um Kahlen des Mordes zu überführen. Den Haftbefehl und die Aufteilung des von Kahlen bewirtschafteten Landes lässt De Schinkel sich von den anderen Gutsbesitzern der Gegend absegnen, mit denen er eigentlich verfeindet ist.
Bei Kahlens Verhaftung erschießt Major Preisler den Pastor Eklund, der sich den Gendarmen entgegenstellt. Die Rentkammer hat Kahlens Besitz eingezogen und die Deutschen werden vertrieben. Schinkel will Kahlen auf dieselbe brutale Weise wie Johannes töten lassen. Doch Ann Barbara hat sich als Bedienstete verkleidet in Schinkels Herrenhaus eingeschlichen. Um Kahlen zu retten und den Tod ihres Mannes zu rächen, will sie ihn mit vergiftetem Wein töten. Auch Edel beteiligt sich an dem Komplott und lockt Schinkel mit dem Angebot, ihn jetzt doch zu heiraten, falls er Kahlen verschont, in die Falle. De Schinkel leert den Giftbecher und bricht zusammen, als er Edel vergewaltigen will. Ann Barbara ersticht und entmannt den wehrlos am Boden liegenden Mann. Sie wird abgeführt und bekommt eine lebenslängliche Zuchthausstrafe. Edel flieht nach Norwegen und Kahlen kehrt auf sein Gut zurück; die Anklage gegen ihn wird fallengelassen und ihm das Land zurückgegeben. Er holt Anmai Mus zurück nach Kongenshus.
Acht Jahre vergehen, in denen Kahlen den Hof allein mit der heranwachsenden Anmai Mus bewirtschaftet und erfolgreich Kartoffeln erntet. Schließlich erhält er den versprochenen Adelsbrief mitsamt einer Zusage jährlicher Zuwendungen, sobald der König neue Siedler schicke. Zugleich erreicht ihn die Nachricht, dass ein Gesuch um Haftverkürzung für Ann Barbara abgelehnt wurde und sie von Aalborg nach Kopenhagen zur Zwangsarbeit verlegt werden soll, was die meisten Gefangenen nicht lange überleben. Kurz darauf kommt eine Gruppe Wanderhandwerker auf den Hof. Ihr Anführer verliebt sich in Anmai Mus; diese verlässt ihren Ziehvater und zieht mit den Fahrenden fort. Nun ganz auf sich allein gestellt, erkennt Kahlen seinen Irrtum. Er gibt den Hof auf, befreit Ann Barbara aus dem Gefangenentransport nach Kopenhagen und reitet mit ihr von dannen. Sein Adelstitel wird annulliert.

## Literarische Vorlage
Der Film basiert auf dem Roman Kaptajnen og Ann Barbara von Ida Jessen, der 2020 bei Gyldendal veröffentlicht wurde. Er wurde als „nordischer Western“ und „sanftmütiger Western“ bezeichnet, der statt Indianer und Prärie die jütische Heide und deren Besiedlung ins Bild setzt. Für die männlichen Hauptpersonen gibt es historische Vorbilder, wobei sich die Autorin auf Archivmaterial und historische Studien stützte. Sie studierte Dokumente, Briefe und Tagebücher und recherchierte in lokalhistorischen Archiven und der Bibliothek von Sorø.

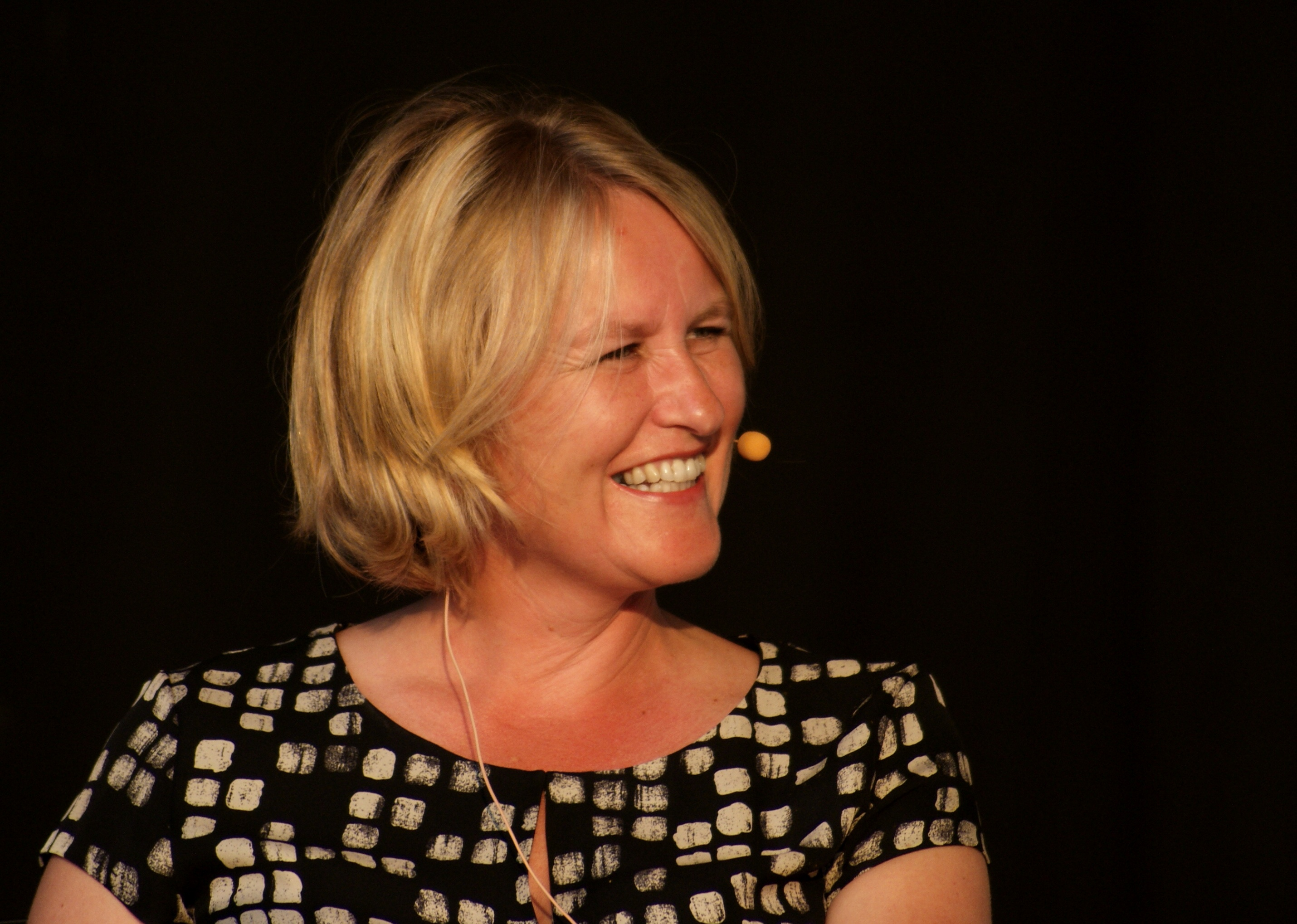
Der Film basiert auf dem Roman Kaptajnen og Ann Barbara von Ida Jessen

Jessen siedelte die Geschichte in der damals nahezu unbesiedelten jütischen Heide südwestlich von Viborg an, wo die klimatischen Voraussetzungen und die Beschaffenheit des Bodens während der Urbarmachung Dänemarks dem „Nybygger“ (dän. für Kolonisten, Peuplisten) bei den Landgewinnungsmaßnahmen das Äußerste abverlangten. Der Roman zeigt den vergeblichen Kampf des aus Deutschland stammenden Hauptmanns Ludwig von Kahlen gegen die unwirtliche Landschaft, den Sand und den Wind, gegen die hemmende Administration der Krone, vertreten durch die Kopenhagener Rentkammer, und gegen die Anfeindungen des brutalen Gutsherren Schinkel von Hald. Kahlen hat den Auftrag, die unbesiedelte Heidelandschaft zu kartieren, und setzt sich zum Ziel, sie urbar zu machen und Siedlungen anzulegen. Im Roman ist der Theologe Søren Thestrup der einzige Vertraute des Hauptmanns. Auch er interessiert sich für die Vermessung und Besiedlung der Heide, kann ihn aber kaum unterstützen. Nachdem Kahlen zunächst allein lebt und arbeitet, gesellt sich eine Frau namens Ann Barbara zu ihm und dann auch das Sintomädchen Anmai Mus. Kahlen versucht, Bauern aus Mecklenburg zur Ansiedlung zu gewinnen, doch er scheitert mit diesem Projekt, da der sandige Boden kaum Erträge bringt, Wölfe eine ständige Gefahr sind, das Geld knapp ist und sein stolzes Pferd von einem Bienenschwarm getötet wird. Schließlich vernichtet ein Sandsturm die gesamte Ernte.
Die 1964 geborene Jessen gilt als Meisterin des psychologischen Realismus in der zeitgenössischen nordischen Literatur. Der Durchbruch gelang ihr mit der Hvium-Trilogie, die ihr den Buchhändlerpreis De Gyldne Laurbær und eine Nominierung für den Literaturpreis des Nordischen Rates einbrachte. Auch Kaptajnen og Ann Barbara wurde von der Kritik gefeiert und für die Readers’ Choice Awards nominiert.

## Produktion

### Regie und Drehbuch
Regie führt Nikolaj Arcel, der gemeinsam mit Anders Thomas Jensen auch das auf Jessens Roman basierende Drehbuch schrieb. Friedrich VI., der Enkel von Friedrich V., für den sein Protagonist in King’s Land das Jütland kartiert, spielte in Arcels im 18. Jahrhundert angesiedelten Film Die Königin und der Leibarzt eine wichtige Rolle.
Zu Beginn des Films wird Dänemarks Jütlandheide als eine riesige, weitläufige Fläche nahezu unfruchtbaren Landes beschrieben, auf dem lediglich ein sanfter Teppich aus lila-braunem Heidekraut wächst, das im sandigen Boden überlebt. Weiter werden die Bestrebungen der Regierungspolitik des 18. Jahrhunderts erläutert, ausländische Siedler zur Bewirtschaftung im Jütland willkommen zu heißen. Ein Epigraph erklärt zuletzt: „Die Heide kann nicht gezähmt werden“.

### Besetzung und Synchronisation
| Darsteller            | Synchronsprecher  | Rolle                |
| --------------------- | ----------------- | -------------------- |
| Mads Mikkelsen        | Matthias Klie     | Ludvig Kahlen        |
| Gustav Lindh          | Tobias Diakow     | Anton Eklund         |
| Amanda Collin         | Alice Bauer       | Ann Barbara          |
| Kristine Kujath Thorp | Lea Kalbhenn      | Edel Helene          |
| Søren Malling         | Bernd Vollbrecht  | Paulli               |
| Jacob Lohmann         | Thomas Schmuckert | Trappaud             |
| Thomas W. Gabrielsson | Frank Röth        | Bondo                |
| Magnus Krepper        | Marco Kröger      | Hector               |
| Felix Kramer          | Felix Kramer      | Balzer               |
| Morten Hee Andersen   | Jonas Lauenstein  | Johannes Eriksen     |
| Simon Bennebjerg      | Marcel Collé      | Frederik De Schinkel |
| Morten Burian         | Christoph Banken  | Lauenfeldt           |
| Lasse Steen           | Konrad Bösherz    | Uldrich              |

Am 22. September 2022 wurde die komplette Besetzung von King’s Land bekanntgegeben. Mads Mikkelsen, mit dem Arcel bereits für den Film Die Königin und der Leibarzt und mit dem Jensen für Helden der Wahrscheinlichkeit zusammenarbeitete, spielt Ludvig Kahlen. Auch Amanda Collin, die seine Haushälterin Ann Barbara spielt, war bereits in Helden der Wahrscheinlichkeit zu sehen. Morten Hee Andersen spielt deren Ehemann Johannes, der ebenfalls in Kahlens Dienste eintritt, und Melina Hagberg das Roma-Mädchen Anmai Mus. Simon Bennebjerg spielt Ludvig Kahlens Rivalen Frederik de Schinkel und Kristine Kujath Thorp die Edele Helene, de Schinkels Cousine, die in einem tödlichen Macht- und Liebesspiel zwischen ihm und Kahlen gefangen ist. Gustav Lindh ist in der Rolle von Pastor Anton Eklund zu sehen, ebenfalls einem Verbündeten von Kahlen. In weiteren Rollen sind die Schauspieler Magnus Krepper und Jacob Lohmann, der mit Mikkelsens bereits für Helden der Wahrscheinlichkeit vor der Kamera stand, zu sehen. Auch Søren Malling, der mit ihm in Die Königin und der Leibarzt spielte, sowie die deutschen Schauspieler Felix Kramer und Martin Feifel befinden sich auf der Besetzungsliste.
Die deutsche Synchronisation des Films wurde bei der Think Global Media GmbH in Berlin nach einem Dialogbuch und unter der Dialogregie von Klaus Hüttmann erstellt.

### Filmförderung und Dreharbeiten

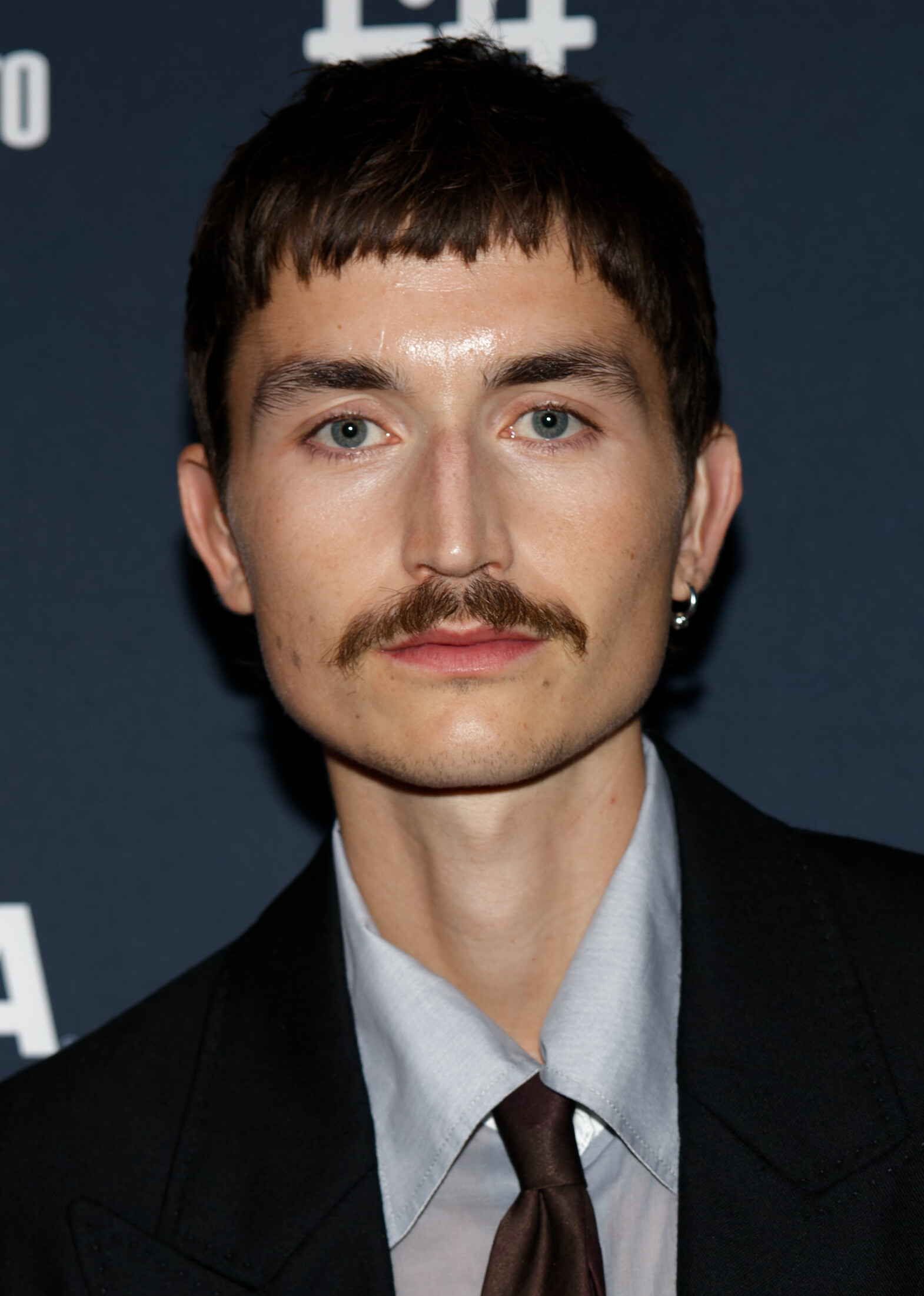
Gustav Lindh spielt einen jungen Pastor, der sich für Verfolgte einsetzt

Der Film erhielt Produktionsförderungen von der MOIN Filmförderung Hamburg Schleswig-Holstein in Höhe von 150.000 Euro, vom Medienboard Berlin-Brandenburg in Höhe von ebenfalls 150.000 Euro, von der Mitteldeutschen Medienförderung in Höhe von 350.000 Euro und zudem 470.000 Euro von Eurimages.
Die Dreharbeiten sollten am 5. September 2022 beginnen und sind in Dänemark, Deutschland und der Tschechischen Republik geplant. Ab September 2022 entstanden Aufnahmen in der Gegend um Prag, die für die dänische Wildnis verwendet wurden.  Im Herbst 2022 drehte man in Halle (Saale) und in Berlin. Anfang November 2022 wurden die Dreharbeiten im Berliner Schloss Friedrichsfelde beendet. Als Kameramann fungierte der Däne Rasmus Videbæk. Die Arbeitstitel waren The Bastard und The King’s Land.

### Filmmusik, Marketing und Veröffentlichung
Die Filmmusik komponierte Dan Romer, der zuletzt für das Fantasy-Drama Wendy von Benh Zeitlin, den Musicalfilm Dear Evan Hansen von Stephen Chbosky, den Pixar-Film Luca von Enrico Casarosa und die Filmkomödie Self Reliance von Jake Johnson tätig war. Das Soundtrack-Album mit insgesamt 20 Musikstücken wurde am 2. Februar 2024 von Drawing Number One als Download veröffentlicht.
Der erste Trailer wurde im August 2023 vorgestellt. Die Weltpremiere fand am 1. September 2023 bei den Internationalen Filmfestspielen in Venedig statt, wo der Film unter dem internationalen Titel The Promised Land im Hauptwettbewerb gezeigt wurde. Ebenfalls im September 2023 wurde er beim Telluride Film Festival und beim Toronto International Film Festival und Ende des Monats beim San Sebastian International Film Festival vorgestellt. Ende September, Anfang Oktober 2023 wurde er beim Vancouver International Film Festival gezeigt. Anfang Oktober 2023 wurde er beim Filmfest Hamburg und beim Hamptons International Film Festival gezeigt. Ebenfalls im Oktober 2023 wurde er beim Busan International Film Festival, beim Chicago International Film Festival und beim AFI Fest gezeigt. Ende Oktober, Anfang November 2023 wurde er beim Austin Film Festival vorgestellt. Der Kinostart in Dänemark erfolgte am 5. Oktober 2023. Anfang November 2023 wurde er bei den Nordischen Filmtagen Lübeck und hiernach bei Camerimage und beim Tallinn Black Nights Film Festival gezeigt. Im weiteren Verlauf des Herbstes 2023 soll er in einigen Ländern in die Kinos kommen. Im Januar 2024 wurde er beim Palm Springs International Film Festival und Ende Januar, Anfang Februar 2024 beim Göteborg Film Festival gezeigt. In Deutschland war der Kinostart am 6. Juni 2024. Im Juni 2024 wurde der Film beim Transilvania International Film Festival vorgestellt. Die Rechte in den USA liegen bei Magnolia Pictures und in Deutschland bei Plaion Pictures.

## Rezeption

### Altersfreigabe und Filmgenre
In Deutschland wurde der Film von der FSK ab 16 Jahren freigegeben. In der Freigabebegründung heißt es, die Geschichte konzentriere sich in oft kargen Bildern, doch auch schönen Landschaftsaufnahmen und in überwiegend ruhiger Erzählweise auf den differenziert gezeichneten Protagonisten. Die Eskalation des dargestellten Konflikts werde in teils drastischen Darstellungen von Gewalt und Verletzungen gezeigt, die aber 16-Jährige bereits verarbeiten könnten.
Es handelt sich bei King’s Land um einen Historienfilm, der als Vertreter der „education sentimentale“ mit großer Präzision das Milieu beschreibt, in dem er spielt. Mit seinem spröden Helden und dem Unrechtsregime eines Bösewichts, dem der Held nicht folgen will, bedient sich King’s Land auch bewährter Western-Muster, weshalb er vom Filmdienst als eine packende nordische Variation des klassischen US-Genres beschrieben wird.

### Kritiken
Von den bei Rotten Tomatoes aufgeführten Kritiken sind 97 Prozent positiv bei einer durchschnittlichen Bewertung mit 8 von 10 möglichen Punkten, womit er aus den 25. Annual Golden Tomato Awards als Viertplatzierter unter den internationalen Filmen des Jahres 2024 hervorging. Bei Metacritic erhielt der Film einen Metascore von 77 von 100 möglichen Punkten.
Swantje Oppermann schreibt in ihrer Kritik bei outnow.ch, dass Ludwig Kahlen mit seinem Wunsch nach Anerkennung beim Adel auf dem Holzweg ist, dürfte den Zuschauenden von Anfang klar sein. Der Film biete zwar keine narrativen Überraschungen, wisse aber durch seine Western-Ästhetik und ein starkes Ensemble zu überzeugen. Nikolaj Arcel erzähle diese Geschichte rund um Status, Zugehörigkeit und Macht in rauen Bildern, in denen die Unwirtlichkeit der flachen, kalten Landschaft ebenso spürbar werde wie die Dekadenz der Reichen und Adligen, bei denen die Tafeln stets reich gedeckt sind.
Davide Abbatescianni vom Online-Filmmagazin Cineuropa schreibt in seiner Kritik, Mads Mikkelsen spiele mit der Komplexität, die in der Rolle von Ludwig Kahlen liegt, den er als schwer zu beurteilen beschreibt. Er schaffe eine hervorragende Balance zwischen dessen Natur als wilder Soldat, seinen fleischlichen Instinkten und seinem Wunsch, eine Vaterfigur zu sein. Simon Bennebjerg in der Rolle von Frederik De Schinkel sei umgekehrt der perfekte Bösewicht; verwöhnt, gewalttätig und ein Psychopath, aber auch nervig und ungewollt lächerlich.

### Auszeichnungen
King’s Land wurde von Dänemark als Beitrag für die Oscarverleihung 2024 als bester Internationaler Film eingereicht und auch in die entsprechende Shortlist aufgenommen. Im Folgenden weitere Nominierungen und Auszeichnungen.
Europäischer Filmpreis 2023

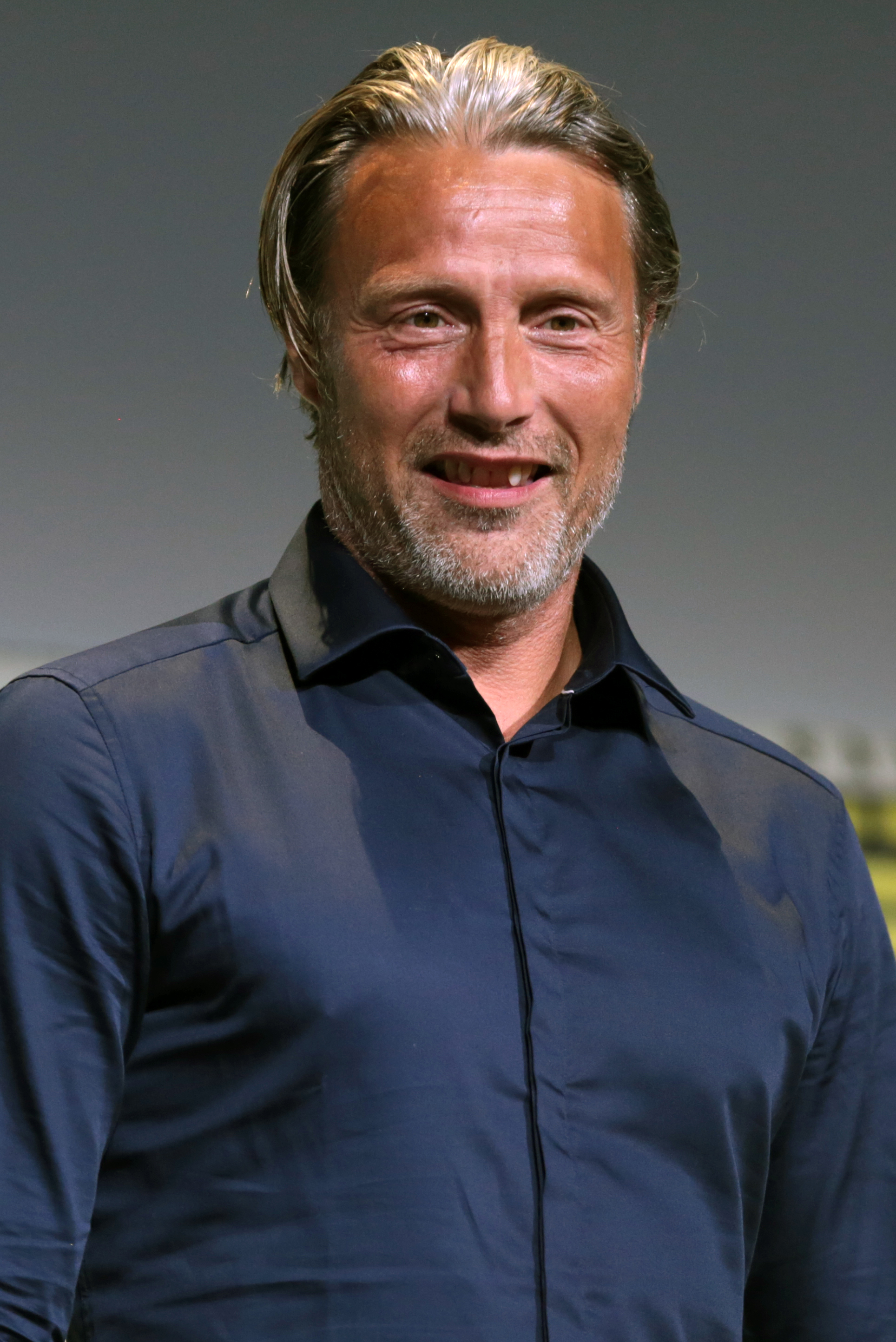
Mads Mikkelsen spielt Ludvig Kahlen

- Auszeichnung als Bester europäischer Darsteller (Mads Mikkelsen)
- Auszeichnung für die Beste Kamera (Rasmus Videbæk)
- Auszeichnung für das Beste Kostümdesign (Kicki Ilander)

Göteborg Film Festival 2024
- Auszeichnung als Bester Film im Nordischen Wettbewerb
- Auszeichnung mit dem FIPRESCI-Preis[48]

Hollywood Music in Media Awards 2023
- Nominierung für die Beste Filmmusik – Independent Film in Foreign Language (Dan Romer)[49]

Internationale Filmfestspiele von Venedig 2023
- Nominierung im Wettbewerb um den Goldenen Löwen
- Lobende Erwähnung beim SIGNIS Award[50]

Mallorca International Film Festival 2023
- Auszeichnung als Bester internationaler Film
- Auszeichnung als Bester Schauspieler (Mads Mikkelsen)
- Auszeichnung für die Beste Kamera (Rasmus Videbæk)[51]

Nordische Filmtage Lübeck 2023
- Nominierung für den Baltischen Filmpreis
- Nominierung für den Kirchlichen Filmpreis INTERFILM
- Nominierung für den Publikumspreis der Lübecker Nachrichten
- Nominierung für den NDR-Filmpreis[52]

Palm Springs International Film Festival 2024
- Auszeichnung als Bester Schauspieler (Mads Mikkelsen)[53]

Robert 2024
- Auszeichnung als Bester dänischer Film
- Auszeichnung als Bester Hauptdarsteller (Mads Mikkelsen)
- Auszeichnung als Bester Nebendarsteller (Simon Bennebjerg)
- Auszeichnung als Bestes Originaldrehbuch (Anders Thomas Jensen)
- Auszeichnung als Beste Kamera (Rasmus Videbæk)
- Auszeichnung als Beste Maske (Sabine Schumann)
- Auszeichnung als Beste Spezialeffekte (Alexander Schepelern)
- Auszeichnung als Bestes Szenenbild (Jette Lehmann)
- Auszeichnung als Publikumspreis[54]

Bodil 2024
- Auszeichnung als Bester dänischer Film
- Auszeichnung als Bester Hauptdarsteller (Mads Mikkelsen)
- Auszeichnung als Beste Kamera (Rasmus Videbæk)[55]

Henning-Bahs-Preis 2024
- Jette Lehmann[55]